# Norberto Luis Romero
Norberto Luis Romero (Lanús, Buenos Aires, 28 de julio de 1949) es un escritor, novelista, cuentista, profesor de cine y artista plástico hispano-argentino. Su obra, publicada por editoriales como Valdemar de Madrid, Laertes de Barcelona y Green Integer de Estados Unidos, ha sido extensamente divulgada y traducida al inglés, alemán, francés e italiano. En diversos idiomas, Romero tiene publicados alrededor de 150 relatos en papel en revistas literarias, así como unos cincuenta relatos en Internet.
Este autor aparece mencionado en la Historia natural de los cuentos de miedo como representante destacado del género fantástico en el ámbito hispanoamericano: Romero «recrea en gran estilo inquietudes cotidianas, a veces kafkianas, claustrofóbicas (en El momento del unicornio, 1996), y a veces grotescamente desaforadas ("El banquete del señorito")».
El crítico Miguel Baquero ha señalado como principal virtud del hispano-argentino: «Desde su primera novela, Signos de descomposición, [...] se ha mostrado como un verdadero maestro a la hora de establecer un ritmo "in crescendo" en las narraciones, a la hora de mantener el pulso con una firmeza asombrosa en progresión continua hasta el clímax final». Baquero ha señalado asimismo como uno de sus grandes méritos «la forma en que sabe crear los escenarios de sus novelas: unos ambientes decadentes en los que se da la mano lo más refinado y lo más sórdido de la sociedad, los salones más lujosos y, a unos metros, las cloacas humanas más inmundas, las damiselas vestidas con miriñaques y los monstruos circenses».
Su libro de relatos Canción de cuna para una mosca doméstica recibió el "Premio Tiflos de Cuentos" en 1995. En 1998 recibió el "Antonio Machado" de narraciones breves. También le fueron concedidos los premios "Hucha de Plata", en su convocatoria de 1994, y el "Ciudad de Huelva" de 1996.

## Biografía
Después de su nacimiento, su familia se trasladó a Córdoba (Argentina), en 1952. En dicha provincia, estudió el bachillerato en el colegio "Albertinum", de Molinari, y más tarde Bellas Artes, en la "Escuela de Artes Emilio Caraffa", de Cosquín. Posteriormente, se matriculó en la Escuela de Cine de la Universidad Nacional de Córdoba, entre los años 1969 y 1973, donde obtuvo los títulos de Profesor en Educación Cinematográfica y Licenciado en Cinematografía. De 1973 a 1975 trabajó en la industria del cine de largometraje, como segundo ayudante de dirección, en cuatro películas. En agosto de 1975 emigró a España, y de allí pasó a Londres, donde permaneció unos meses. Más tarde regresó a Madrid, donde trabajó en cine de animación para la televisión y empresas privadas, y también en procesos de planificación de exposiciones y museos. Desde 2010, Romero alterna la escritura, principalmente de textos narrativos, con la realización de obra gráfica, especialmente collages fotográficos. En agosto de 2013, se trasladó a Alemania, en lo que se prevé larga estancia.

## Obra
Debido al género literario elegido ya desde sus primeras obras, el fantástico (a veces terrorífico), Romero es comúnmente considerado escritor "raro", en el sentido de extraño, pero también de original, en el ámbito de la literatura hispana. El crítico del diario El País Javier Goñi, con motivo de la publicación de su novela Isla de sirenas (2002) afirmó al respecto en su reseña sobre la misma: «Es un escritor raro, por transgresor, inusual y por crear unas atmósferas claustrofóbicas y asfixiantes, que son como bajadas a los infiernos de la propia existencia; encuentra luz -y hermosas gemas- en el lado más oscuro de nuestras vidas, o más bien de las de sus personajes, que no son, ciertamente, seres convencionales, y su literatura -excelente- es de gran originalidad, deudora en parte de la literatura de la transgresión, del gran teatro de la ceremonia de la confusión». Este autor, sigue Goñi, cultiva de preferencia las atmósferas turbias, los espacios asfixiantes, las casas-prisiones, las situaciones límite. Sus personajes, emblemáticos del lado más oscuro de las relaciones familiares «se mueven en planos de irrealidad y fantasía que, muchas veces, desazonan y desasosiegan. [...] El sexo suele estar desorbitado [...] y es desaforado, desquiciante».
La novela Bajo el signo de Aries es comentada elogiosamente en la revista literaria Clarín, de Oviedo: «Nuevamente Norberto Luis Romero vuelve con esta historia de intriga a poner de manifiesto la calidad y buen hacer de un narrador poseedor de un lenguaje sólido, riguroso, muchas veces sorprendente, y de una originalidad subyugante y turbadora que hace de cualquier tema que toque una lectura obligada no sólo para esos lectores fieles que seguimos su obra religiosamente, sino para cualquiera que quiera acercarse a la literatura a secas».
Acerca de una de sus últimas obras, la novela Tierra de bárbaros (2011), Miguel Baquero, uno de los críticos que más atención ha prestado al hispano-argentino, sostuvo en su día: «Como en sus novelas anteriores, en esta nueva Tierra de bárbaros Norberto Luis Romero cumple a la perfección, y desde la primera línea, la que yo creo que es, o debe ser, la máxima irrenunciable de un novelista, como es construir un universo propio y suficiente. Crear un mundo con consistencia literaria e introducir al lector de lleno en él, hacerlo envolvente (y en el caso de Romero, perturbador) y sostener esa ficción sin desmayo. En el caso de Tierra de bárbaros, en un país enajenado, como ya se ha dicho, por las pugnas políticas, todo parece cambiar -desde luego en el ámbito que cubre la novela- cuando un día unas muchachitas ociosas de la buena sociedad de Buenos Aires deciden entretenerse desenterrando una vieja momia india...».
David G. Panadero comenta en la revista digital Prótesis su última novela, El lado oculto de la noche: «[esta novela] nos presenta un mundo en noche eterna. Podría ser nuestro propio mundo, pero hay ligeras diferencias. Una guerra cíclica y absurda se cierne sobre ese mundo. Bajo el gobierno del déspota "hombre gordo", un ejército de extravagantes guardianes atiende a los poderosos, cuyo único fin es saciar los más ocultos apetitos. El lector es invitado a comprender este mundo y sus personajes de refilón, como si los viera por el rabillo del ojo, ya que la ficción sigue su ciclo imparable, y no se molesta en justificarse».
Pero es al género breve al que Romero ha dedicado quizá más esfuerzo y talento. Sobre el que acaso sea su libro de cuentos más personal y conseguido, han opinado Fernando Iwasaki y Javier Goñi: «El momento del unicornio es un libro que tiene todas las virtudes de las buenas obras del género: historias redondas y turbadoras con la intensidad justa, y escritas en una prosa elegante y personal que no renuncia a su habla original sin caer en la jerga críptica o costumbrista. Y eso sí, con unas claves propias que dan sentido a la fantasía y originalidad de Norberto Luis Romero». «El momento del unicornio es una bellísima y mórbida historia, escatológica a veces, feísta otras, simbólica y decadentista siempre, necrofílica también, que sale al encuentro del lector, para turbarle, para desconcertarle y atraparle, para entusiasmarle».

### Novela
- La noche del Zepelín. Literaturas.com Libros-papel by Amazon, Madrid, 2021
- The Obscure Side of the Night, Otis Books / Seismicity Editions, The Graduate Writing program Otis College of Art an Design, Los Ángeles, California, 2015
- El lado oculto de la noche, Traspiés, Vagamundos, Granada, 2012
- La noche del zepelín, (reedición en eBook), Literaturas Com Libros, Madrid, 2011
- Tierra de bárbaros, Editorial Paréntesis, Sevilla, 2011
- Bajo el signo de Aries, Editorial Egales, Barcelona/Madrid, 2005
- Ceremonia de máscaras, Laertes Editorial , Barcelona, 2003
- Isla de sirenas, Valdemar, Madrid, 2002
- La noche del zepelín, Valdemar, Madrid, 1998
- Signos de descomposición, Valdemar, Madrid, 1996

### Libros de cuentos
- Un re capriccioso e indolente, edición y traducción de Marta Graziani, Silvia Pellacani y Valentina Volpi. Ilustraciones de Norberto Luis Romero, eBook, StreetLib/Dragomanni, Italia, 2014.
- Istantanee d'inquietudine, a cura di Dajana Morelli, Edizioni Arcoiris, Salerno, Italia, 2012.
- Un extraño en el garaje, con ilustraciones de Santiago Lara, DelCentro editores, Madrid, febrero, 2012
- El momento del unicornio, Ediciones Nobel, Oviedo, 1995 y Tropo Editores, Zaragoza, octubre, 2009
- The Arrival of Autumn in Constantinople, Traducción de H. E. Francis, Green Integer, Kobenhavn & los Ángeles, 2010
- Emma Roulotte, es usted, Editorial Eclipsados, Zaragoza, 2009 y (reedición en eBook), Literaturas Com Libros, Madrid, 2012
- Criaturas voraces, con la edición e ilustraciones de José-Joaquín Beeme, La Torre degli Arabeschi, Italia, 2009
- Capitán Seymour Sea, Ediciones Amargord, Madrid, 2007
- El hombre en el mirador, con ilustraciones de Valerio Vidali, Editorial Progreso, México, 2008
- The Last Night of Carnival, Traducción de H.E.Francis, Leaping Dog Press, California, 2004
- Canción de cuna para una mosca doméstica, Premio Tiflos de Cuentos, ONCE, Madrid, 1995
- Transgresiones, Primer premio de libro de cuentos, Ediciones Noega, Gijón y Alción Editora, Córdoba, Argentina, 1986.[18]

### Relatos en antologías (últimos años)
- Sólo cuento X, Universidad Nacional Autónoma de México. “Capitán Seymour Sea”, compilación Cecilia Eudave, México, 2018.
- Una navidad de muerte. Ed. de Jorge Barco, relato "Viejos discos de pasta", Editorial Origami, Jerez de la Frontera (Cádiz), 2012
- Bagliori estremi, Microfinzioni argentine contemporanee, Ed. y traducción al italiano de Anna Boccuti, Edizioni Arcoiris, Salerno, 2012
- Náufragos en San Borondón, Ed. de Javier Vázquez Losada, relato "Para que no entren las gitanas", Baile del Sol, Canarias, 2012
- Grandes microrrelatos de 2011, Selección de los lectores, "Violencia de género", La Internacional Microcuentista, 2012, Edición en PDF
- PervertiDOS, parafilias ilustradas, "Millie y Christine", Ediciones Traspiés, Granada, 2012
- Trippers from the crypt, Edición de Vicente Muñoz Álvarez, "Orquídeas", Vinalia Trippers, León, 2011
- Aquelarre, antología del cuento de terror español actual, edición y prólogo de Antonio Rómar y Pablo Mazo Agüero, "El banquete del señorito", Salto de Página, Madrid, 2010
- Perturbaciones, Antología del relato fantástico español actual, recopilación de Juan Jacinto Muñoz Rengel, "Capitán Seymour Sea", Editorial Salto de Página, Madrid, 2009
- Vivo o muerto, Cuentos del Spaguetti Western, "Vos te llamás Nadie, y sos el bueno", Tropo Editores, Zaragoza, 2008
- El Arca, Bestiario moderno, Edición Cecilia Eudave & Salvador Luis. "La araña", Los Noveles, Sangría Editora, (Chile), 2008
- Los Noveles, "Labuenavida", (Perú), 2008
- Tripulantes, Antología de hiperbreves, Edición de Vicente Muñoz Álvarez y David González, "Escolopendra Morsitans", Edit. Eclipsados, Zaragoza, 2007
- Dos veces cuento, Antología de microrrelatos, 3ª ed., edición de José Luis González, "Los caracoles escribidores", eunsa.es, 2007
- La maldición de la tumba de la momia, Edición de Antonio José Navarro, "El relicario de lady Inzúa". Valdemar, Madrid, 2006
- Antología de cuento fantástico, Selección de Carlos Bustos, "Epífitas", "El nacimiento de Fernando María", Ediciones Plenilunio, México, 2005
- «Los nombres efímeros», relato incluido en el libro colectivo Tu piel en mi boca, Antología de relatos gays, Editorial Egales, Madrid/Barcelona, 2005.[19]
- Dos veces cuento, Antología de microrrelatos, 1ª y 2ª ed., Edición de José Luis González, "Los caracoles escribidores", Ed. Internacionales Universitarias, Madrid, 1999
- Ciudadanos de Ficticia, Selección de Marcial Fernández, "Canción de cuna para una mosca doméstica", Biblioteca de cuento “Anís del Mono”, México, 2001
- Galería de Hiperbreves. Edición del Círculo Cultural Faroni. "El cuento chino", Tusquets, Barcelona, 2001
- 25 años narraciones breves Antonio Machado, "La tabla del seis", Fund. Ferrocarriles Españoles, 2001
- Antología de Literatura Fantástica, "El lado oculto de la noche", Artifex Ediciones, Madrid, 2002
- Life and Limb, Edited by Gilbert alter Gilbert, "Snipers", Hi Jinx Press, California, 1996

## Obra gráfica
- "Oscuro pájaro del insomnio" (carpeta con tres collages y facsímil con cuento homónimo. Edit. Las puertas del hacedor)
- "Siete muertitos" (caja con siete postales, collages. Edit. Las puertas del hacedor)
- "Queridos muertos" (carpeta con seis collages. Edit. Las puertas del hacedor)
- "Rito de paso" (dos collages y edición facsímil del cuento homónimo de Alejandro Badillo. Edit. Las puertas del hacedor)
- "Pabellón de autopsias" (carpeta con cinco collages. Edit. Las puertas del hacedor)
- "La muerte llama dos veces" (DelCentro Editores. Tres collages para edición facsimilar)
- "La cruzada de los niños" (carpeta con nueve collages, sobre el cuento de Marcel Schwob. Edit. Las puertas del hacedor )
- "Ángeles dolorosos" (carpeta con cuatro collages. Edit. Las puertas del hacedor)
- "Vicisitudes del ángel" (carpeta con cinco collages. Edit. Las puertas del hacedor)
- "Hermanitos queridos" (carpeta con cuatro collages. Edit. Las puertas del hacedor)
- "El ángel de la muerte" (carpeta con cinco collages. Edit. Las puertas del hacedor)
- "La familia" (carpeta con diez collages. Edit. Las puertas del hacedor)
- "La derrota" (VV.AA., antología Desahuciados, Vagamundos, Granada, 2013)
- "Nereidas" (Edit. Las puertas del hacedor, 2013)
- "El despellejador" (de Vicente Muñoz Álvarez, Edit. Las puertas del hacedor, 2013)[20][21]